# Penthouse (film)
Pour plus de détails, voir Fiche technique et Distribution.
Penthouse est un film américain réalisé par W. S. Van Dyke, sorti en 1933.

## Fiche technique
- Titre : Penthouse
- Réalisation : W. S. Van Dyke
- Scénario : Frances Goodrich et Albert Hackett d'après un article d'Arthur Somers Roche (en)
- Costumes : Adrian
- Photographie : Lucien Andriot et Harold Rosson
- Montage : Robert Kern
- Musique : William Axt
- Société de production : Metro-Goldwyn-Mayer
- Pays d'origine : États-Unis
- Format : Noir et blanc - 1,37:1
- Genre : policier
- Durée : 90 minutes
- Date de sortie : 1933

## Distribution
- Warner Baxter : Jackson Durant
- Myrna Loy : Gertie Waxted
- Charles Butterworth : Layton
- Mae Clarke : Mimi Montagne
- Phillips Holmes : Tom Siddall
- C. Henry Gordon : Jim Crelliman
- Martha Sleeper : Sue Leonard
- Nat Pendleton : Tony Gazotti
- George E. Stone : Murtoch
- Robert Emmett O'Connor : Stevens
- Raymond Hatton : Garde du corps
- Ed Brady : Homme aux côtés de Crelliman